# Liechtenstein az 1948. évi téli olimpiai játékokon
Liechtenstein a svájci St. Moritzban megrendezett 1948. évi téli olimpiai játékok egyik részt vevő nemzete volt. Az országot az olimpián 2 sportágban 10 sportoló képviselte, akik érmet nem szereztek.

## Alpesisí
Férfi
| Versenyző                    | Versenyszám | Eredmény | Helyezés |
| ---------------------------- | ----------- | -------- | -------- |
| Franz Beck                   | Lesiklás    | 3:38,3   | 55.      |
| Max Gassner                  | Lesiklás    | 3:53,0   | 73.      |
| Leopold Schädler             | Lesiklás    | 4:00,0   | 79.      |
| Theodor Sele                 | Lesiklás    | 4:24,1   | 90.      |
| Konstantin, Prince von Padua | Lesiklás    | 5:04,1   | 99.      |

| Versenyző        | Versenyszám | Lesiklás | Lesiklás | Lesiklás | Műlesiklás | Műlesiklás | Műlesiklás | Műlesiklás | Műlesiklás | Műlesiklás | Műlesiklás | Összesítés | Összesítés |
| Versenyző        | Versenyszám | Lesiklás | Lesiklás | Lesiklás | 1. futam   | 1. futam   | 2. futam   | 2. futam   | Össz.      | Össz.      | Össz.      | Összesítés | Összesítés |
| Versenyző        | Versenyszám | Idő      | Pont     | Hely.    | Idő        | Hely.      | Idő        | Hely.      | Idő        | Pont       | Hely.      | Pont       | Helyezés   |
| ---------------- | ----------- | -------- | -------- | -------- | ---------- | ---------- | ---------- | ---------- | ---------- | ---------- | ---------- | ---------- | ---------- |
| Franz Beck       | Összetett   | 3:38,3   | 24,06    | 40.      | 1:46,2     | 58.        | 1:23,8     | 48.        | 3:10,0     | 24,31      | 53.        | 48,37      | 47.        |
| Max Gassner      | Összetett   | 3:53,0   | 32,00    | 55.      | 2:09,0     | 64.        | 1:46,9     | 67.        | 3:55,9     | 44,56      | 65.        | 76,56      | 62.        |
| Leopold Schädler | Összetett   | 4:00,0   | 35,86    | 60.      | 1:40,0     | 46.        | 1:17,1     | 32.        | 2:57,1     | 18,62      | 41.        | 54,48      | 50.        |
| Theodor Sele     | Összetett   | 4:24,1   | 49,22    | 69.      | 1:37,5     | 42.        | 1:30,8     | 60.        | 3:08,3     | 23,56      | 51.        | 72,78      | 58.        |

## Sífutás
| Versenyző                                            | Versenyszám     | Eredmény | Helyezés |
| ---------------------------------------------------- | --------------- | -------- | -------- |
| Erwin Jehle                                          | 18 km           | 1:49:26  | 83.      |
| Egon Matt                                            | 18 km           | 1:48:41  | 82.      |
| Christof Frommelt                                    | 18 km           | 1:42:35  | 79.      |
| Christof Frommelt Arthur Meier Xaver Frick Egon Matt | 4 × 10 km váltó | 3:35:39  | 11.      |